# Walter Becker
Walter Becker (Queens, Nova Iorque, 20 de fevereiro de 1950 - 3 de setembro de 2017) foi um músico, compositor e produtor musical americano, conhecido por ser o cofundador, baixista, guitarrista e também compositor do grupo Steely Dan.
Becker encontrou o futuro parceiro de composição, Donald Fagen, enquanto estudava no Bard College. Após um breve período de atividade em Nova Iorque, os dois mudaram-se para a Califórnia em 1971 e formaram o núcleo do Steely Dan, que desfrutou de uma carreira crítica e comercialmente aclamada de aproximadamente uma década. Após o fim do grupo, Becker mudou-se para o Havaí, reduzindo sua atividade musical e atuando principalmente como produtor musical.
Becker e Fagen retomaram o Steely Dan em 1993, e sete anos depois, em 2000, lançaram o álbum Two Against Nature, que ganhou quatro prêmios Grammy. Becker permaneceu na banda até julho de 2017, quando saiu por motivos de saúde. Becker também lançou dois álbuns-solo: 11 Tracks of Whack (1994) e Circus Money (2008).

## Início (1950–1971)
Becker nasceu no Queens, na cidade de Nova Iorque e cresceu no condado de Westchester e em Forest Hills, no Queens. Graduou-se na Stuyvesant High School em Manhattan na turma de 1967. Após tentar o saxofone, mudou para a guitarra e foi instruído na técnica do blues pelo vizinho Randy Wolfe.
Becker conheceu seu parceiro musical de longa data, Donald Fagen, enquanto frequentava o Bard College em Annandale-on-Hudson, Nova Iorque. Enquanto estiveram ali, Becker e Fagen formaram e tocaram em vários grupos, dentre eles The Leather Canary, do qual também fazia parte o colega Chevy Chase na bateria. À época, Chase dizia que o grupo era "uma banda ruim de jazz". Becker deixou a escola em 1969 antes de completar o curso e mudou-se com Fagen para o Brooklyn, onde os dois começaram a construir uma carreira como uma dupla de compositores. Este período incluiu uma fase com Jay and the Americans sob pseudônimos e a composição de uma trilha para  You've Got to Walk It Like You Talk It or You'll Lose That Beat, um filme de Richard Pryor lançado em 1971.

## Com Steely Dan (1971–1981)
Mais tarde naquele ano, a dupla mudou-se para a Califórnia e formou o Steely Dan, inicialmente com uma formação completa de grupo. Sua formação inicial incluía Denny Dias, Jeff "Skunk" Baxter e o baterista Jim Hodder, todos conhecidos pelos dois antes da mudança. Com Becker atuando inicialmente como baixista, o grupo passou os três anos seguintes fazendo turnês e gravando antes de tornarem-se um conjunto de estúdio em 1974, ancorado em torno das composições de Becker e Fagen. Além de participar na composição de todo o material da banda, Becker tocou baixo e/ou guitarra em muitas das faixas de todos os discos da banda, assim como forneceu ocasionalmente backing vocals e arranjos.
Apesar do sucesso do grupo, particularmente após o álbum Aja em 1977, Becker sofreu com numerosos reveses durante esse período, incluindo a adicção em narcóticos. Após o retorno da dupla para Nova Iorque em 1978, a namorada de Becker, Karen Roberta Stanley, suicidou-se com uma overdose em seu apartamento em 30 de janeiro daquele ano, o que lhe rendeu um processo. Pouco tempo depois, Becker foi atropelado por um táxi em Manhattan ao atravessar a rua e precisou andar de muletas. Seu desgaste pessoal foi acentuado pelas pressões comerciais e o complicado processo de gravação e produção que envolveu o último álbum da primeira fase da história do Steely Dan: Gaucho, de 1980, levando a dupla a suspender sua parceria em junho de 1981.

## O trabalho na produção musical (1981–2017)
Em seguida ao rompimento do Steely Dan, Becker mudou-se para a ilha havaiana de Maui e parou de usar drogas. Logo em seguida, ele começou uma carreira como produtor musical, supervisionando gravações de Rickie Lee Jones, Michael Franks e Fra Lippo Lippi, incluindo o single norueguês de 1987 "Angel".
Durante esse período, afora outros projetos, Becker reuniu-se brevemente com Fagen para uma colaboração no álbum de estreia da cantora Rosie Vela, Zazu, de 1986. Isto permitiu a realização de várias colaborações não profissionais, o que por fim levaria à retomada do Steely Dan em 1993.

## A retomada do Steely Dan e carreira subsequente (1993–presente)
A parceria foi plenamente retomada em 1993 com uma nova turnê retomando o Steely Dan, pela primeira vez em 19 anos. Becker também produziu o álbum de Fagen, Kamakiriad, em 1993. Em retribuição, Fagen coproduziu o álbum-solo de estreia de Becker, 11 Tracks of Whack, em 1994.
O Steely Dan continuou a fazer turnês e seu trabalho com novo material resultou em seu primeiro álbum de estúdio em duas décadas, Two Against Nature, lançado em 2000. O álbum ganhou quatro prêmios Grammy, incluindo o de Álbum do Ano. Em 2000, a dupla foi indicada ao Rock and Roll Hall of Fame,  e também recebeu os títulos de doutores em música da Berklee College of Music, aceitos por eles pessoalmente. O álbum seguinte, Everything Must Go', lançando em 2003, mostrando o trabalho de Becker no baixo e na guitarra elétrica, assim como a primeira faixa do Steely Dan com os vocais principais feitos por Becker, "Slang of Ages".
Seu segundo álbum-solo, Circus Money, foi lançado em 10 de junho de 2008, 14 anos após seu antecessor. O álbum coloca em posição proeminente o baixo de Becker, com performances de boa parte da banda de apoio do Steely Dan e o trabalho do produtor Larry Klein, que recebeu créditos de composição em todas com exceção de uma canção. As canções foram fortemente inspiradas pelo  reggae e outros ritmos musicais jamaicanos.

## Morte
Em 3 de setembro de 2017, a página oficial de Becker informou a sua morte. A causa ou quaisquer outros detalhes não foram informados. Músicos como Julian Lennon, Steve Lukather, e John Darnielle do the Mountain Goats fizeram declarações públicas de condolências. O guitarrista Larry Carlton, que tocou em quatro discos lançados pelo Steely Dan, definiu-o como ícone musical. O autor de ficção científica William Gibson disse que Becker era "um dos meus escritores favoritos de todos os tempos." O autor de artigos da Rolling Stone, David Wild, disse que Becker "abriu minha mente musicalmente" Rickie Lee Jones, cujo álbum Flying Cowboys foi produzido por Becker, relembrou a longa amizade com ele em um editorial escrito por ela para a Rolling Stone.
Fagen publicou uma carta elogiando o talento de Becker e declarando que ele era "inteligente como líder, um excelente guitarrista um grande compositor... Ele era cínico no que dizia respeito à natureza humana, inclusive a própria dele, histericamente divertido." Fagen também disse que "pretende manter viva a música que ambos criaram juntos".

## Discografia-solo
- 11 Tracks of Whack (1994)
- Circus Money (2008)